# Костичевський сільський округ
Помилка Lua у Модуль:Mapframe_для_карток у рядку 121: attempt to index field 'datavalue' (a nil value).
Костиче́вський сільський округ (каз. Костычево ауылдық округі, рос. Костычевский сельский округ) — адміністративна одиниця у складі Жаркаїнського району Акмолинської області Казахстану. Адміністративний центр — село Костичево.
Населення — 492 особи (2021; 719 у 2009, 1194 у 1999, 2452 у 1989).
Станом на 1989 рік існували Донська сільська рада (селище Донський), Костичевська сільська рада (село Костичево) та Маяцька сільська рада (село Маяк). До 2005 року існували Костичевський сільський округ (села Донське, Костичево) та Маяцький сільський округ (село Маяк). 2010 року було ліквідоване село Маяк.

## Склад
До складу округу входять такі населені пункти:
| Населений пункт | Населення, осіб (1989) | Населення, осіб (1999) | Населення, осіб (2009) | Населення, осіб (2021) |
| --------------- | ---------------------- | ---------------------- | ---------------------- | ---------------------- |
| Донське, село   | 869                    | 408                    | 237                    | 160                    |
| --Маяк, село    | 835                    | 235                    | 4                      | 1                      |
| Костичево, село | 748                    | 551                    | 478                    | 331                    |